# Ramenez-les vivants
Ramenez-les vivants est le 153e roman de la série SAS, écrit par Gérard de Villiers et publié en 2003 aux éditions Éditions Malko productions. Comme tous les SAS parus à cette époque, le roman a été édité lors de sa publication en France à 200 000 exemplaires.
Ce roman s'inspire de l'enlèvement d'Íngrid Betancourt par les FARC en 2002.

## Date et lieux principaux de l'action

Topographie de la Colombie

Juillet 2003, Colombie (notamment Bogota).

## Personnages principaux
- Malko Linge
- Chris Jones et Milton Braback
- Eric Kroll
- Maria Soledad
- Jim Stanford
- Esmeralda Trinidad
- Soraya Hoyos
- général Gonzalo Garcia Luna
- Fabian Ramirez
- Fernando da Costa

## Résumé

### Introduction
Un avion transportant trois membres de la CIA et de la DEA s'écrase en Colombie. Ils sont faits prisonniers par les FARC (chapitre 1).
Dans le cadre d'une « défection » d'un cadre haut placé des FARC (défection d'Alfredo Cano), une opération de libération (intitulée « Wild Geese ») tentée par la CIA échoue piteusement et entraîne la mort d'un autre agent américain, John Stanford (chapitre 2).

### Premier plan et première tentative
Malko est envoyé en Colombie afin de tout tenter pour récupérer les prisonniers, devenus otages. Il est placé sous l'autorité d'Eric Kroll, chef de poste de la CIA à Bogota. Durant son enquête, Malko est amené à côtoyer deux femmes, qui semblent jouer double-jeu : la journaliste Maria Soledad, ex-maîtresse de Jim Stanford, et Esmeralda Trinidad, ancienne procureur devenue borgne à la suite d'un attentat. Dès son arrivée, Malko échappe de peu à une tentative d'assassinat (deux motards lui tirent dessus). Il se rend compte qu'il doit agir avec finesse : son arrivée n'est pas du goût des FARC, ni du gouvernement colombien. Il tente de contacter le mouvement marxiste par l'intermédiaire d'un prêtre, le padre Miguel. Il subit une seconde tentative d'assassinat à Ciudad Bolivar et s'en sort en volant un camion-benne à ordures. Il pense qu'Esmeralda l'a vendu. Il rencontre le général Gonzalo Garcia Luna, directeur général du DAS, le service chargé de lutter contre les narcotrafiquants. En fait, la traîtresse est Maria Soldedad, qui agit pour les FARC, elle était chargée de surveiller John Stanford (chapitres 3 à 8).
Plus tard, Malko est contacté par « Pablo », un envoyé d'un chef FARC, Fabian Ramirez, qui lui propose d'échanger les otages américains contre des prisonniers FARC emprisonnés. Malko rapporte la conversation à Eric Kroll et lui suggère le plan suivant : sous l'égide de Frank Capistrano, conseiller spécial du président des  États-Unis, les prisonniers seront libérés dans le cadre d'une fausse tentative d'évasion puis échangés contre les otages. Le président Uribe, chef de l'État, devra être contacté par le président Bush et devra accepter le plan. Kroll décide d'en parler au général Luna afin de le « sonder ». Celui-ci a une maîtresse, Soraya Hoyos (chapitre 9).
Le lendemain, à l'occasion d'une fête chez Soraya Hoyos, Malko subit une troisième tentative d'assassinat au M16. Il riposte en tuant Yopal, l'agresseur. Malko a compris que la tentative de meurtre a été rendue possible par le double jeu de Soraya, et que derrière elle se trouve le général Luna, qui refuse de faire évader des narcotrafiquants afin de libérer des « gringos ». Particulièrement énervé, Malko se « venge » en « violant » la consentante Soraya Hoyos. Pendant ce temps, Esmeralda apprend par des sources officieuses que les FARC vont faire prochainement un « grand coup ». Maria Soledad sert d'agent actif pour ce « grand coup » : elle est chargée de garer une voiture piégée près d'un restaurant huppé de Bogota puis de prendre la fuite. Elle est tuée dans l'explosion et Malko, qui dînait avec elle, ne doit la vie sauve que grâce à un appel téléphonique in extremis d'Esmeralda (chapitres 10 à 13).
Malko met en route l'opération d'échange otages américains contre narcotrafiquants prisonniers. Il y a l'accord du président Bush et du président Uribe. En contrepartie de l'aide colombienne, les forces de lutte antidrogue se verront offrir par les États-Unis six hélicoptères de combat.Le général Luna, qui est opposé à cet échange de prisonniers, déclare qu'il obéira à son président. Alors que les prisonniers ont été extraits de leur prison, leur camion est pris pour cible par un tir de lance-roquettes(chapitres 14 et 15).
Les huit prisonniers qui devaient servir de monnaie d'échange sont tués. On croit que c'est le général Luna qui a saboté l'opération, mais en réalité, Malko et Kroll comprennent que c'est le président Uribe qui, sans prévenir Luna, a décidé cette opération. Bref, les prisonniers qui devaient être échangés ayant été tués, on ne donne pas cher de la vie des otages américains. Chris Jones et Milton Brabeck viennent renforcer l'équipe de la CIA à Bogota, et Malko pense à un nouveau « plan » (chapitres 16 et 17).

### Second plan et seconde tentative
Malko fait alors l'objet d'un enlèvement. Kroll met en œuvre les moyens américains pour retrouver le plus rapidement possible le camion dans lequel Malko est prisonnier. Le camion est effectivement rapidement localisé et Malko est délivré. Malko va alors tenter une seconde opération, bien plus risquée que la première, pour récupérer les otages. Avec Esmeralda et ses deux collègues, Malko se rend à la frontière colombiano-brésilienne. Ils y rencontrent un prêtre, le padre Gonzalo, personnage louche, qui les met en contact avec un narcotrafiquant indépendant, Fernando da Costa, qui veut se venger des FARC. L'homme leur déclare savoir où les otages sont détenus et leur propose un plan audacieux pour récupérer les otages, tandis que lui récupèrera une forte somme d'argent volée par les FARC. Contacté, Erik Kroll demande quelques heures d'attente. La CIA ayant donné son feu vert, l'opération est lancée. Croyant à une trahison ou à un espionnage du padre Gonzalo, Fernando da Costa l'étrangle froidement et le jette dans le fleuve infesté de piranhas (chapitres 18 et 19) .

### Dénouement
Particulièrement risquée, l'opération de sauvetage est un succès : les trois otages sont libérés. Néanmoins, Fernando da Costa trouve la mort : l'ULM qu'il pilotait avait été piégé par les FARC et explose en plein ciel. En faisant embarquer les otages dans l'hélicoptère américain venu les récupérer, Malko se dit qu'il a réussi une opération qui s'avérait initialement impossible.

## Podcast
En 2017, le podcast Spoiler Arrière, produit par Riviera Ferraille, décortique ce volume de S.A.S. À chaque émission, Henry Michel et son invité résument un ou deux chapitres qu'ils viennent de lire.

## Documentation
- L'Année de la fiction 2003-2004, Encrage, 2006  (ISBN 2-251-74139-9)
- Le Phénomène SAS, documentaire de Vincent Trisolini, Didier Audebert et Sébastien Spitzer, TSR2